# Lars Hutten
Lars Hutten (Tilburg, 18 marzo 1990) è un ex calciatore olandese, di ruolo centrocampista o attaccante.